# Lucio Postumio Albino (cónsul 234 a. C.)
Lucio Postumio Albino (m. 215 a. C.) fue un político y militar romano, elegido cónsul en tres ocasiones (234, 229 y 215 a. C.). La mayor parte de la información que tenemos sobre él procede de Ab Urbe condita libri, escrito por el historiador Livio. Su padre fue probablemente Aulo Postumio Albino, cónsul en 242 a. C.

## Carrera
Fue elegido como cónsul por primera vez en 234 a. C., durante el cual hizo campaña contra las Ligures. Se ha conjeturado que fue elegido Pretor por primera vez en el año siguiente. Albino fue elegido cónsul por segunda vez en 229 a. C., durante el cual él y su colega consular Centumalo se enfrentaron en una guerra contra la reina iliria Teuta. Albino comandó las fuerzas terrestres y obtuvo varias victorias significativas durante el año. Capturó Apolonia y luego fue al alivio de Epidamnos e Issa, obligando a los ilirios a abandonar ambos asedios. También logró someter a varias tribus ilirias locales antes de regresar a Epidamnos.
A Albino se le otorgó una extensión proconsular a su comando en 228 a. C., después de que terminó su mandato, para concluir el tratado de paz con los ilirios. Una vez concluido, envió delegados a las ligas etolias y aqueas, donde explicaron los motivos de la guerra y la invasión romana, así como los términos del tratado con la reina Teuta. A su regreso a Roma, a diferencia de su compañero, no se le concedió un triunfo para celebrar su victoria.
En su segundo consulado dirigió la campaña militar contra la reina Teuta durante la guerras ilíricas con su colega consular Cneo Fulvio Centumalo. A pesar de su rotunda victoria Albino no fue recompensado con un triunfo a su vuelta a Roma.
Albino desaparece del registro histórico durante la próxima década, pero resurgió en 216 a. C., con la segunda guerra púnica en pleno apogeo. Los romanos, al no contar con comandantes militares con experiencia, se vieron obligados a retirar a hombres como Albino para que sirvieran durante este período de crisis. En consecuencia, Albino, que ni siquiera estaba en Roma para las elecciones, fue elegido pretor por segunda vez, y se le dio el mando de la provincia de Galia Cisalpina . Dirigió su ejército de dos legiones más refuerzos contra los celtas Boios, que se habían alzado en una revuelta y se declararon aliados de Aníbal.
En 216 a. C., el tercer año de la segunda guerra púnica, fue nombrado pretor, y enviado a la Galia Cisalpina, y durante su ausencia fue elegido cónsul por tercera vez para el año siguiente, 215 a. C.
En este último año lideró una fuerza de dos legiones por un bosque de la provincia, sin embargo una fuerza de guerreros boios emboscó a los romanos aniquilando a la mayor parte de su ejército en la Batalla de Silva Litana. Cuando Albino y sus fuerzas intentaron escapar por un puente cercano, se encontraron con un destacamento de guerreros boios que los derrotó por completo. Albino murió en el combate y su cráneo fue revestido de oro y se utilizó como recipiente para servir bebidas.